# Stade Marseillais Université Club
Stade Marseillais Université Club (akronym: SMUC), grundad 11 juni 1923, är en idrottsförening från Marseille i Frankrike. Föreningen består av många sektioner, bland annat herr- och damlag i basket och handboll. För handbollssektionen, se Stade Marseillais UC (handboll).